# Riolama leucosticta
Riolama leucosticta — вид ящірок родини гімнофтальмових (Gymnophthalmidae). Мешкає в Південній Америці.

## Поширення і екологія
Riolama leucosticta мешкають на вершинах Східних Тепуїв, які є частиною Гвіанського нагір'я, на кордоні Венесуели і Гаяни. Вони живуть серед високогірних чагарників і скель, на висоті від 1940 до 2600 м над рівнем моря.